# Vesekövesség

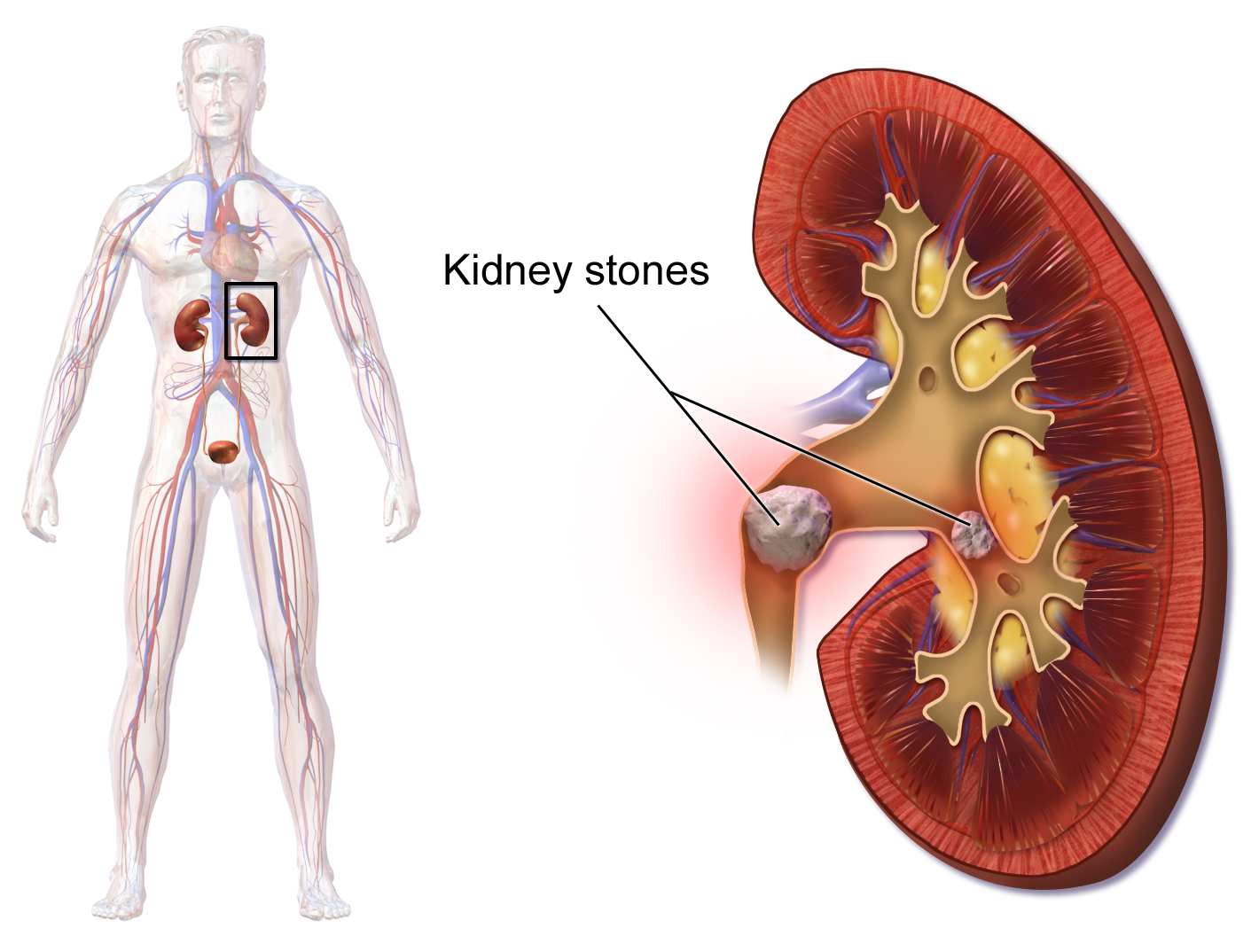
Vesekövesség

A vesekövesség (latinul: nephrolithiasis) a vizeletkiválasztó rendszer betegsége, melynek során a vizeletben található kristályok kicsapódnak, követ formálnak. Ezek a kövek változó összetételűek és méretűek lehetnek, előfordulnak homokszemcse nagyságúak, de akár akkorák is, mint egy golflabda vagy egy tyúktojás. Akár tünet nélkül is távozhatnak a vizeletelvezető rendszeren keresztül. Tünetek rendszerint akkor jelentkeznek, ha elzáródást okoznak. Ekkor erős, görcsös fájdalom léphet fel (vesegörcs). A betegségben legtöbbször a 20-40 év közötti korosztály az érintettebb, és a férfiak hajlamosabbak rá.

## Tünetek

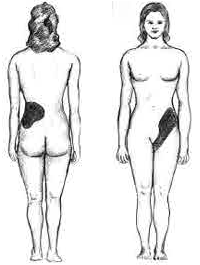
A fájdalom lokalizációja vesekövesség esetén

- nagyon éles, "a tapasztalat szerint a legkínzóbb", görcsös fájdalom a lágyékban és az ágyékban, de előfordulhat a hát alsó részén is,
- hányinger, hányás, székelés,
- véres vizelet a vese és/vagy a húgycső sérülése miatt,
- genny a vizeletben,
- a vizelést égető érzés kíséri,
- a vizelet mennyisége a húgyhólyag vagy a húgycső elzáródása miatt csökken vagy pang,
- a vesemedence és a kelyhek puffadása, tágulása.

## A vesekövesség okai
A vesekő általában felnőtt betegekben fordul elő a veseparenchimákban, a vesekelyhekben és a vesemedencén. Férfiakban gyakoribb mint a nőkben. A vesekő kialakulását befolyásoló tényezők a vizeletpangással járó betegségek, illetve az idült uroinfectio, az anyagcserezavarok, és a hajlam, melynek hátterében genetikai okok is fellelhetők.

## A vesekövek típusai

### Kalcium-foszfát
Kalcium-foszfát összetételű vesekő alakulhat ki, ha 
- kalciumtartalmú élelmiszert fogyaszt a beteg nagy mennyiségben huzamosabb időn keresztül.
- hypercalcaemia fennállásánál, amelyet hyperparathyreosis vagy daganatos csontszövet roncsolódása okoz.
- nagy adag D vitamin bevitele, tartós immobilisatio, és a renális tubularis acidosis is okozhatja.

### Oxalátkő
(Kalcium-oxalát kő) a húgykövek 50%-ában található, képződésüket serkenti a vegetáriánus táplálkozás, a C-vitamin túladagolása és az ileumbetegség.

### Urátkő
Rózsaszínű húgysavkő. Állati eredetű fehérjében dús táplálkozásnál, köszvényes betegnél, myeloproliferatív betegségnél (leukémia, limfóma) várható. Az urátkövek a vesekövek 5-13%-át teszik ki, és főleg férfiak szenvednek az általa okozott vesekövességben.

### Cisztinkő
Örökletes cisztinuriánál fordul elő. A vesekő nagysága eltérő, a homokszem nagyságúak spontán ürülnek, egyes kövek korall alakúak, kitöltik a vesekelyheket és a vesemedencét, roncsolják a veseszövetét, vérzést, vizeletpangást és kiújuló gyulladást okoznak. A húgyvezetékben (ureter) beékelődött kő megakadályozza a vizelet ürülését, minek következtében a húgyvezeték kitágul (hydroureter), a tartós vizeletpangás a vesemedencét is kitágítja (hydronephrosis), majd szétroncsolja a vese szövetét. A búzaszem nagyságú kövek a vesemedencéből a húgyvezetékbe, majd a húgyhólyagba vándorolnak és innen a húgycsőn keresztül a külvilágba távoznak.

### Ciszteinkő
A cisztein anyagcserezavara a vizelet magas ciszteinszintjét okozza. Hajlamos a kristályképzésre, és ez kövek kialakulásához vezethet. Ezek a kövek nagyon ritkák, a veseköveknek mintegy 1-3%-a ciszteinkő.

### Struvitkő
Csak fertőzött vizeletben alakul ki, összetevője magnézium, ammónia és foszfát.

## Fordítás
- Ez a szócikk részben vagy egészben  a   Kidney stone című angol Wikipédia-szócikk fordításán alapul.  Az eredeti cikk szerkesztőit annak laptörténete sorolja fel. Ez a jelzés csupán a megfogalmazás eredetét és a szerzői jogokat jelzi, nem szolgál a cikkben szereplő információk forrásmegjelöléseként.